# Потенциална енергия
Потенциална енергия е вид енергия, свързана с положението, позицията на дадено тяло или система. Наречена е потенциална, защото има потенциала да промени състоянието на дадена система или да се превърне в енергия от някакъв друг вид (най-често кинетична енергия). Съществуват няколко вида потенциална енергия.

## Гравитационна потенциална енергия
Гравитационната енергия или гравитационният потенциал е енергия, свързана с гравитационната сила и гравитационното поле. Факторите, които играят роля, са относителната височина, на която се намира тялото спрямо ниво, избрано за нулево, и силата на гравитационното поле в тази точка. Силата на гравитационното поле не е константа и варира с местоположението, но при малки промени може да се счита за постоянна. Така например в близост до повърхността на Земята земното ускорение g е равно на 9,8 m/s2. Тогава потенциалната енергия е:
{\displaystyle \,PE=mgh}
Ако силата на гравитационното поле не може да се счита за постоянна, тогава трябва да се ползва интегралния метод. Гравитационната потенциална енергия на маса m1 на разстояние r от друга маса m2 (считайки m2 за неподвижна) е:
{\displaystyle PE=-G{\frac {m_{1}m_{2}}{r}}}.

## Еластична потенциална енергия
Еластичната потенциална енергия е свързана с енергията на еластичен предмет, например пружина или лък. Когато такъв предмет се деформира при приложено напрежение на разтягане, свиване или усукване в него се съхранява еластична потенциална енергия, която се дава с формулата:
{\displaystyle E_{p}={\begin{matrix}{\frac {1}{2}}\end{matrix}}k\,x^{2}}.

## Химична потенциална енергия
Химичната потенциална енергия е форма на потенциална енергия свързана със структурното подреждане на атомите и молекулите. Това обикновено са йонните и ковалентните връзки. Енергията, съдържаща се в тези връзки, може да се превърне в друг вид енергия по време на химична реакция.

## Електростатична потенциална енергия
Ако едно електрически заредено тяло е в покой, неговата електростатична потенциална енергия се дължи на позицията му по отношение на другите заредени тела. Казано с други думи, това е енергията на електрически заредено тяло в електрично поле. Дефинира се като работата, извършена по преместването на този заряд от безкрайност до настоящата му позиция при положение, че на тялото действат само електрически сили. Работата не е нула, ако има поне още едно заредено тяло.
Най-опростеният случай е на два точкови заряда A1 и A2, съответно с електрически заряди q1 и q2. Работата W за преместване на A1 от безкрайност на разстояние d от A2 е:
{\displaystyle W=k{\frac {q_{1}q_{2}}{d}}}
където k е константата на Кулон, равна на {\displaystyle {\frac {1}{4\pi \epsilon _{0}}}}.